# Georg Jarno
Dans le nom hongrois Cohner György, le nom de famille précède le prénom, mais cet article utilise l’ordre habituel en français György Cohner, où le prénom précède le nom.
Georg Jarno, né György Cohner le 3 juin 1868 à Buda et décédé le 25 mai 1920 à Breslau, est un chef d'orchestre et compositeur hongrois, principalement auteur d'opérettes à succès.

## Biographie
Après l'obtention de son Abitur, Georg Jarno étudie la musique dans sa ville natale. Il fréquente ensuite diverses maisons d'opéra en Allemagne orientale. A Breslau, il crée son premier opéra, Die schwarze Kaschka le 12 mai 1895. Comme cet ouvrage reçoit un accueil favorable du public, il écrit un deuxième opéra en 1899, Der Richter von Zalamea. Il se rend ensuite à Hambourg. En 1903, son opéra Der zerbrochene Krug ne lui apporte pas le succès escompté. Il le revoit un peu plus tard, créé sous le titre Johanniszauber
En 1907, Georg Jarno se rend à Vienne sur une invitation de son frère Josef Jarno. Celui-ci est, depuis 1899 directeur du Theater in der Josefstadt et marié à l'actrice viennoise Johanna Niese. Ils sont à la recherche d'un compositeur qui pourrait lui écrire le rôle principal dans une opérette. Avec l'acteur et journaliste Bernhard Buchbinder, connu aussi comme librettiste, Georg Jarno écrit Die Försterchristl. Le 17 décembre 1907, l'œuvre est créée au Theater in der Josefstadt. C'est un réel triomphe. Jarno peut alors vivre comme un compositeur indépendant. Bernhard Buchbinder devient son librettiste attitré.
Jarno obtient un succès modéré avec son opérette créée en 1910 Das Musikantenmädel. De nos jours, seule Die Försterchristl est encore représentée. Ses autres œuvres sont bien oubliées.
Vers la fin de sa vie, Jarno retourne à Breslau, où il avait commencé sa carrière de compositeur. Il y meurt le 25 mai 1920

## Œuvres principales

### Opéras
- Die schwarze Kaschka, Opéra en 4 actes, livret de Viktor Blüthgen, 1895, Breslau
- Der Richter von Zalamea, Opéra en 4 actes, livret de Viktor Blüthgen d'après Calderón de la Barca, 1899, Breslau
- Der zerbrochene Krug, Opéra comique en 3 actes, livret de Heinrich Lee, 1903, Hambourg
- Johanniszauber, nouvelle version de Der zerbrochene Krug, 1911, Hamburg

### Opérettes
- Der Goldfisch, livret de Richard Jäger, 1907, Breslau
- Die Försterchristl, livret de Bernhard Buchbinder, 1907, Vienne
- Das Musikantenmädel, livret de Bernhard Buchbinder, 1910, Vienne
- Die Marine-Gustl, livret de Bernhard Buchbinder, 1912, Vienne
- Das Farmermädchen, livret de Georg Okonkowski, 1913, Berlin
- Mein Annerl, livret de Fritz Grünbaum et Wilhelm Sterk, 1916, Vienne
- Jungfer Sonnenschein, livret de Bernhard Buchbinder, 1918, Hambourg
- Die Csikosbaroness, livret de Fritz Grünbaum, 1919, Hambourg